# Haliotis sorenseni
Haliotis sorenseni is een slakkensoort uit de familie van de Haliotidae. De wetenschappelijke naam van de soort is voor het eerst geldig gepubliceerd in 1940 door Bartsch.